# Robyn Ochs
Robyn Ochs, née en 1958, est une activiste, écrivaine, conférencière et animatrice d'atelier américaine bisexuelle. Ses domaines d’intérêt principaux sont le genre, la bisexualité, la théorie bisexuelle, l’identité et la formation de coalitions. Elle est la rédactrice en chef du Bisexual Resource Guide (publié annuellement de 1990 à 2002), de Bi Women Quarterly (en), de l'anthologie Getting Bi: Voices of Bisexuals Around the World (en) avec Herukhuti (en) et co-édite l'anthologie Recognize : The Voices of Bisexual Men.
Ochs participe à de nombreux débats télévisés, notamment avec Donahue, Rolanda, Maury Povich, Women Aloud, Real Personal,, Hour Magazine, Real Personal, et The Shirley Show, pour discuter de questions liées à la bisexualité. Elle collabore également aux magazines Seventeen et Newsweek.

## Éducation
Ochs est titulaire d’un baccalauréat ès arts en langues et culture et en études latino-américaines de la State University of New York à Purchase (en). Elle est aussi titulaire d'un certificat d'études spéciales en gestion administrative et d'une maîtrise en éducation de l'Université Harvard.

## Travaux académiques
Ochs donne des cours sur l'histoire et la politique LGBT aux États-Unis, la politique d'orientation sexuelle et les expériences des personnes qui transgressent les catégories binaires de gay/hétéro, masculin/féminin, noir/blanc et/ou masculin/féminin. Elle enseigne au Massachusetts Institute of Technology, au Johnson State College (en) et à la Tufts University.
Ochs travaille comme administratrice à l'Université Harvard de 1983 jusqu'à son départ à la retraite en 2009. Pendant ce temps, elle cofonde et copréside le groupe du personnel LGBT (incluant le corps professoral) cofonde et anime des rencontres LGBT avec une série de dîners mensuels à l'intention du corps professoral et du personnel des femmes lesbiennes, bisexuelles, queer et trans, et est conseillère pédagogique pour QSA, l'organisation LGBTQ du corps estudiantin de premier cycle de Harvard. 

## Activiste bisexuelle
Ochs aide à fonder le Boston Bisexual Network en 1983 et le Bisexual Resource Center (en) en 1985. En 1987, le réseau bisexuel de la côte Est crée les premières archives d'histoire bisexuelles avec la collection initiale d'Ochs ; l'archiviste Clare Morton y accueille des chercheurs et des chercheuses. Le groupe devient le Bisexual Resource Center. 
En 2002, elle prononce le premier discours focalisé sur les questions bisexuelles à la National Association of Lesbian and Gay Addiction Professionals.  
Ochs siège au conseil d’administration de MassEquality (en),, l’organisation pour l’égalité dans l’ensemble du Massachusetts, depuis 2004. 
Elle écrit souvent à propos de la bisexualité et des droits des personnes LGBT. Ses écrits sont publiés dans de nombreuses anthologies sur la bisexualité, les femmes, multiculturalisme et les droits LGBT.

## Distinctions
En 2009, lors de la National LGBTQ Task Force le groupe de travail national sur les gais et les lesbiennes a décerne à Ochs le prix Susan J. Hyde de l'activisme pour la longévité de son engagement dans le mouvement. Lorsqu’elle  lui présente le  prix, Sue Hyde, Directrice de Creating Change, Sue Hyde dit à Ochs: 
Nous entendons votre voix claire, nous voyons votre ardent plaidoyer et nous répondons à votre insistance aimante que notre mouvement nous inclut tous. 
En 2009, Ochs reçoit le prix Lifetime Achievement du Harvard Gay & Lesbian Caucus pour ses activités de plaidoyer sur le campus de l'Université de Harvard. 
Ochs reçoit le prix Brenda Howard 2011 lors du déjeuner de remise de prix annuel de la section PFLAG du Queens à New York le 5 février 2012. 
Le 13 juin 2015, Ochs reçoit le prix de reconnaissance annuel de la Commission LGBT de la ville de Cambridge pour son travail en tant qu'éducatrice et activiste. 

## Vie privée
Le 17 mai 2004, le jour où il devient légalement possible aux couples de même sexe de se marier n'importe où aux États-Unis, Ochs et sa partenaire de longue date, Peg Preble, sont l'un des premiers couples de même sexe à se marier légalement. Elle est pourtant publiquement identifiée dans les médias à tort comme une lesbienne, comme dans les exemples d'occultation sexuelle qu'elle passe une grande partie de sa vie à dénoncer. 
Elle est la nièce du chanteur folk Phil Ochs. 

## Publications (liste sélective)

### Ouvrages
- (en) édité avec Sarah E. Rowley, Getting Bi : Voices of Bisexuals Around the World, 2005 (ISBN 0-9653881-5-8)
- (en) coédité avec H. Sharif "Herukhuti" Williams, Recognize : The Voices of Bisexual Men-An Anthology, 2014, 310 p. (ISBN 978-0-9653881-7-7 et 0-9653881-7-4)

### Anthologies (en tant que contributrice)
- (en) Bi Any Other Name : Bisexuals Speak Out, Kaahumanu & Hutchins, 1991, 436 p. (ISBN 1-62601-199-0), « From the Closet to the Stag »[14]
- (en) Closer to Home : Bisexuality & Feminism, Weise, 1992 (ISBN 1-878067-17-6), « Bisexuality, Feminism, Men and Me »
- (en) Homophobia : How We All Pay the Price, Blumenfeld, 1992, 308 p. (ISBN 0-8070-7919-7), « Moving Beyond Binary Thinking »co-écrit avec Marcia Deihl
- (en) Bisexuality : The Psychology and Politics of an Invisible Minority, Thousand Oaks (Calif.)/London/New Delhi, Firestein, 1996, 329 p. (ISBN 0-8039-7274-1), « Biphobia »
- (en) Becoming Visible : Counseling Bisexuals Across the Lifespan, Firestein, 2007, 441 p. (ISBN 978-0-231-13724-9 et 0-231-13724-9, lire en ligne), « What's in a Name? Why Women Embrace or Resist Bisexual Identity »
- (en) Women : Images and Realities : A Multicultural Anthology, McNair et Schniedewind, 2011, 688 p. (ISBN 978-0-07-351231-0 et 0-07-351231-1), « Bisexuality, Feminism, Men and Me »
- (en) Activities for Teaching Gender and Sexuality in the University Classroom, Murphy & Ribarsky, 2013 (ISBN 978-1-4758-0180-4 et 1-4758-0180-7), « Beyond Binaries: Seeing Sexual Diversity in the Classroom »